# Metropolia jagierska
Metropolia jagierska – jedna z czterech metropolii Kościoła rzymskokatolickiego na Węgrzech. Składa się z metropolitalnej archidiecezji jagierskiej i 2 diecezji: debreczyńsko-nyíregyháskiej i váckiej. 
W skład metropolii wchodzą obecnie:
- archidiecezja jagierska
  - diecezja debreczyńsko-nyíregyháska
  - diecezja vácka